# Sterbladigenfamilie
De sterbladigenfamilie (Rubiaceae) is een familie van tweezaadlobbige planten. De familie komt wereldwijd voor, maar vooral in de tropen, waar het bomen en struiken zijn. In gematigde streken zijn het veelal kruidachtige planten. Lievevrouwebedstro (Galium odoratum) en kleefkruid (Galium aparine) zijn bekende soorten in Noordwest-Europa.

## Economisch nut
Het economisch belangrijkste geslacht uit de familie is koffie (Coffea), waartoe de arabicakoffie (Coffea arabica) en de robustakoffie (Coffea canephora, synoniem: Coffea robusta) behoren. Uit kinabast (Cinchona officinalis) werd vroeger kinine tegen malaria en koorts verkregen. In de 19e eeuw werd uit de wortelstok van de meekrap (Rubia tinctorum) de rode kleurstof alizarine gewonnen, met als handelsnaam Turks rood.

## Sierplanten
Bekende sierplanten uit de sterbladigenfamilie behoren tot de geslachten Gardenia, Ixora (waaronder Pauwenkers Ixora coccinea) en Pentas. Van de houtige gewassen zijn Cephalanthus en Emmenopterys henryi van belang.

## Taxonomie
Onder taxonomen is er volledige overeenstemming dat deze familie erkend dient te worden en ook volledige overeenstemming over welke planten tot de familie horen. Daarentegen is er nog steeds debat over de interne taxonomie. 
Het is de op vier na grootste plantenfamilie, met meer dan 10.000 soorten in ruim 600 geslachten. In het Cronquist-systeem (1981) werd de sterbladigenfamilie ondergebracht in een eigen orde Rubiales, maar de recentste systemen (APG-systeem (1998), APG II-systeem (2003) en APG III-systeem (2009)) plaatsen de familie in de Gentianales.
De volgende planten komen voor in de Lage Landen (ze zijn echter niet beperkt tot dit gebied).
| Lijst met sterbladigen in de Lage Landen | Lijst met sterbladigen in de Lage Landen | Lijst met sterbladigen in de Lage Landen | Lijst met sterbladigen in de Lage Landen                                                                                   |
| botanische naam                          | Nederlandse naam                         | Verspreiding                             | Opmerking |
| ---------------------------------------- | ---------------------------------------- | ---------------------------------------- | --- |
| Asperula arvensis                        | Akkerbedstro                             | Nederland                                | Mogelijk adventief. |
| Asperula cynanchica                      | Kalkbedstro                              | België en Nederland                      | In Nederland voor het laatst in 1842.                                                                                      |
| Cruciata laevipes                        | Kruisbladwalstro                         | België en Nederland                      | |
| Galium album Mill.                       | (Glad walstro)                           | België en Nederland                      | Volgens Heukels' Flora een synoniem van G. mollugo. The Plant List vermeldt echter beide soorten als geaccepteerd.         |
| Galium aparine                           | Kleefkruid                               | België en Nederland                      | |
| Galium boreale                           | Noords walstro                           | België en Nederland                      | |
| Galium divaricatum                       |                                          | België                                   | Ingeburgerd. |
| Galium elongatum                         | (Moeraswalstro)                          | België en Nederland                      | Volgens (o.m.) Heukels' Flora een synoniem van G. palustre. The Plant List vermeldt echter beide soorten als geaccepteerd. |
| Galium glaucum                           | Zeegroen walstro                         | België en Nederland                      | Uitgestorven in Nederland (1921).                                                                                          |
| Galium mollugo L.                        | Glad walstro                             | België en Nederland                      | zie opm. bij Galium alba                                                                                                   |
| Galium x mutabile                        |                                          | België en Nederland                      | G. mollugo x verum. |
| Galium odoratum                          | Lievevrouwebedstro                       | België en Nederland                      | |
| Galium palustre                          | Moeraswalstro                            | België en Nederland                      | |
| Galium parisiense                        | Frans walstro                            | België                                   | |
| Galium patzkeanum                        |                                          | België                                   | |
| Galium ×pomeranicum                      |                                          | België en Nederland                      | G. album x verum. |
| Galium pumilum                           | Kalkwalstro                              | België en Nederland                      | |
| Galium saxatile                          | Liggend walstro                          | België en Nederland                      | |
| Galium spurium                           | Akkerwalstro                             | België en Nederland                      | Exoot in Nederland (incidentele import).                                                                                   |
| Galium sylvaticum                        | Boswalstro                               | België en Nederland                      | |
| Galium tricornutum                       | Driehoornig walstro                      | België en Nederland                      | |
| Galium uliginosum                        | Ruw walstro                              | België en Nederland                      | |
| Galium verum                             | Geel walstro                             | België en Nederland                      | |
| Rubia tinctorum                          | Meekrap                                  | Nederland                                | Werd vroeger verbouwd en sloeg soms op uit gemorst zaad, maar sinds 1981 niet meer waargenomen.                            |
| Sherardia arvensis                       | Blauw walstro                            | België en Nederland                      | |

In Europa komen verder nog voor:
- Asperula rumelica
- Asperula taurina
- Asperula tinctoria
- Cruciata glabra
- Cruciata pedemontana (Crucianella latifolia)
- Galium abaujense
- Galium austriacum
- Galium erectum
- Galium humifusum
- Galium lucidum
- Galium oelandicum
- Galium rivale
- Galium rotundifolium
- Galium rubioides
- Galium schultesii
- Rubia peregrina, vreemde rubia

Verder worden ook behandeld in de Nederlandstalige Wikipedia:
- Alibertia
- Csapodya splendens
- Emmenopterys henryi
- genipapo (Genipa americana)
- Kaapse jasmijn (Gardenia jasminoides)
- Kruisjesbloem (Phuopsis stylosa)
- pauwenkers (Ixora coccinea)
- tiaré tahiti (Gardenia tahitensis)

## Afbeeldingen van soorten uit de Lage Landen

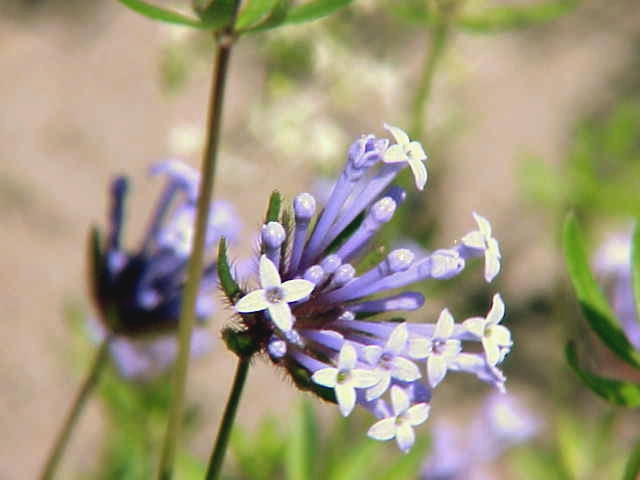
Asperula arvensis - Akkerbedstro
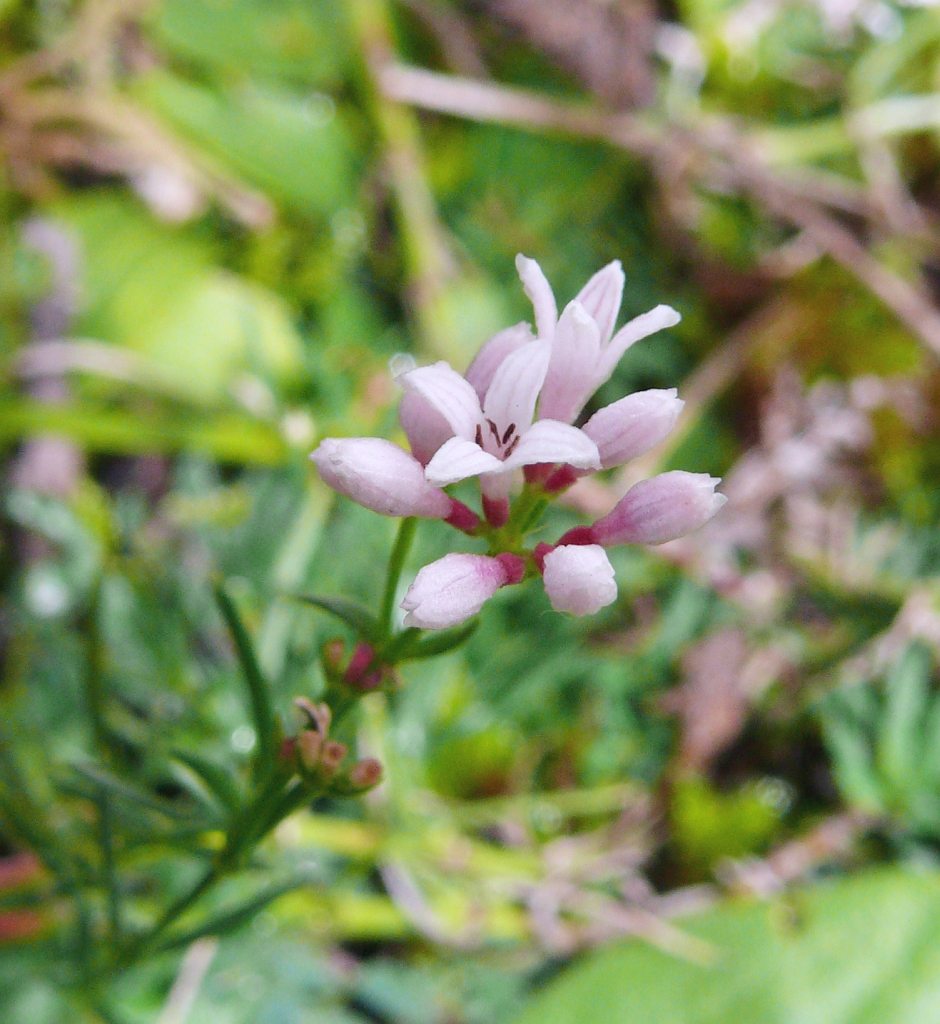
Asperula cynanchica - Kalkbedstro
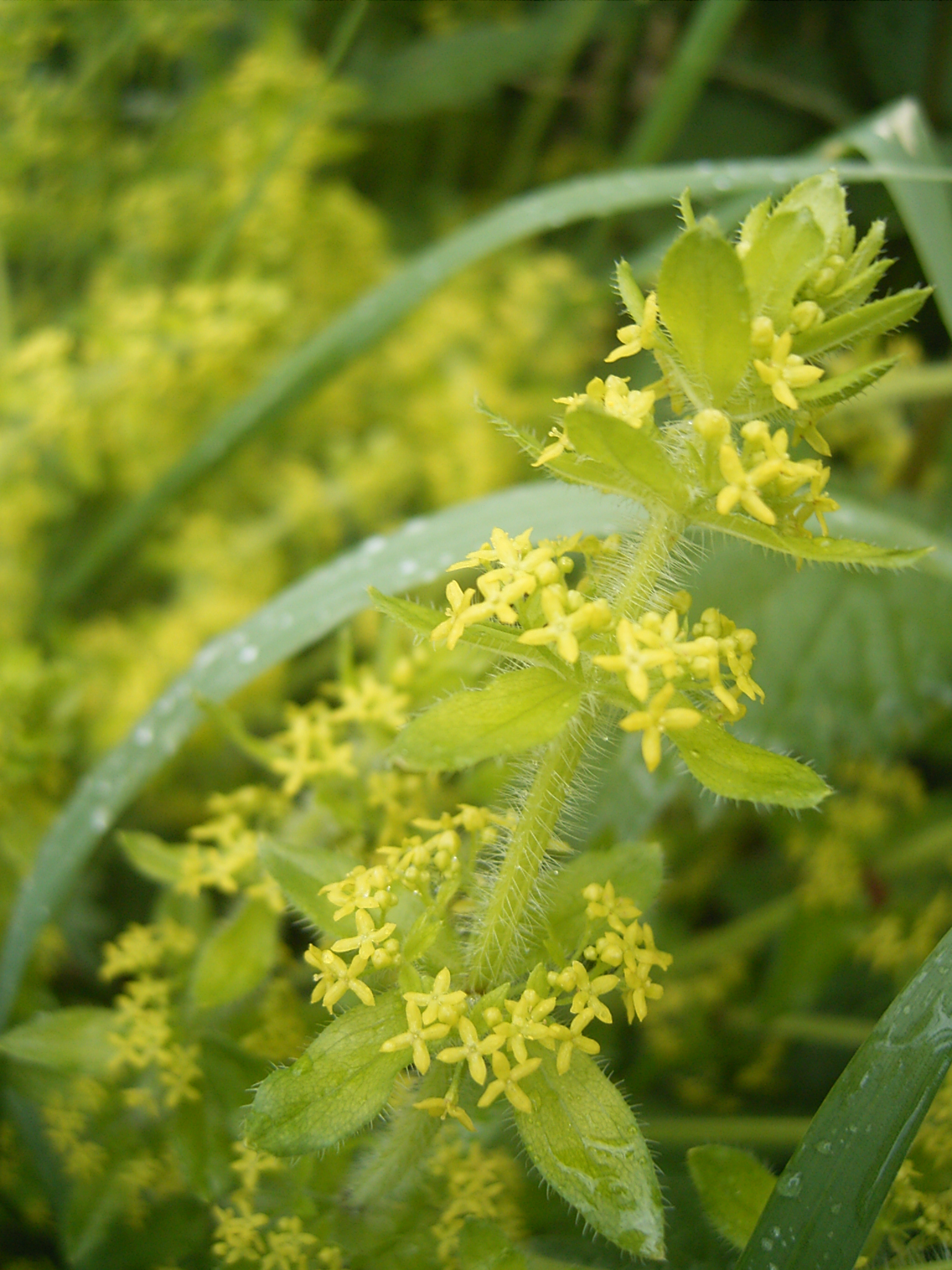
Cruciata laevipes - Kruisbladwalstro
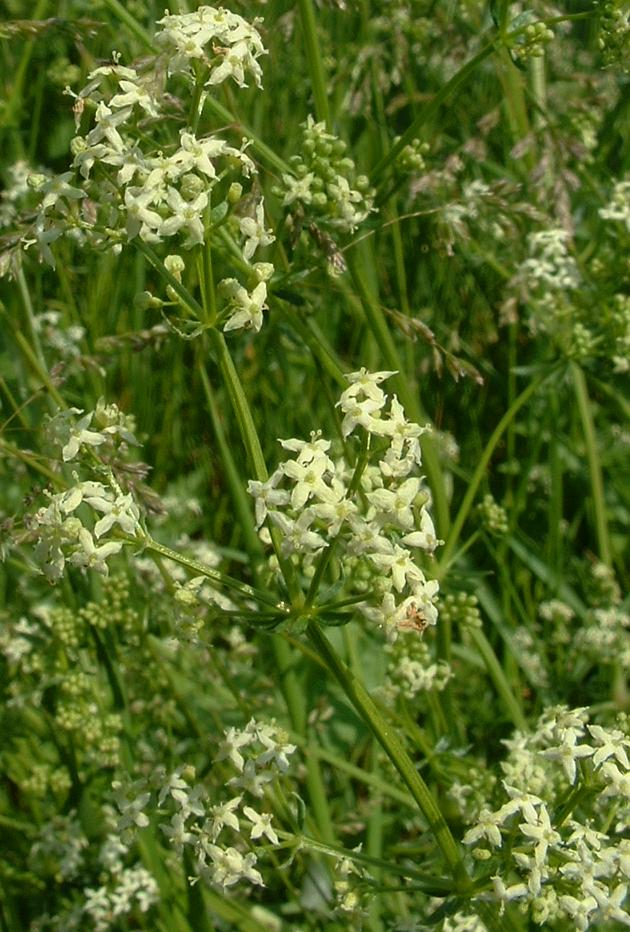
Galium album
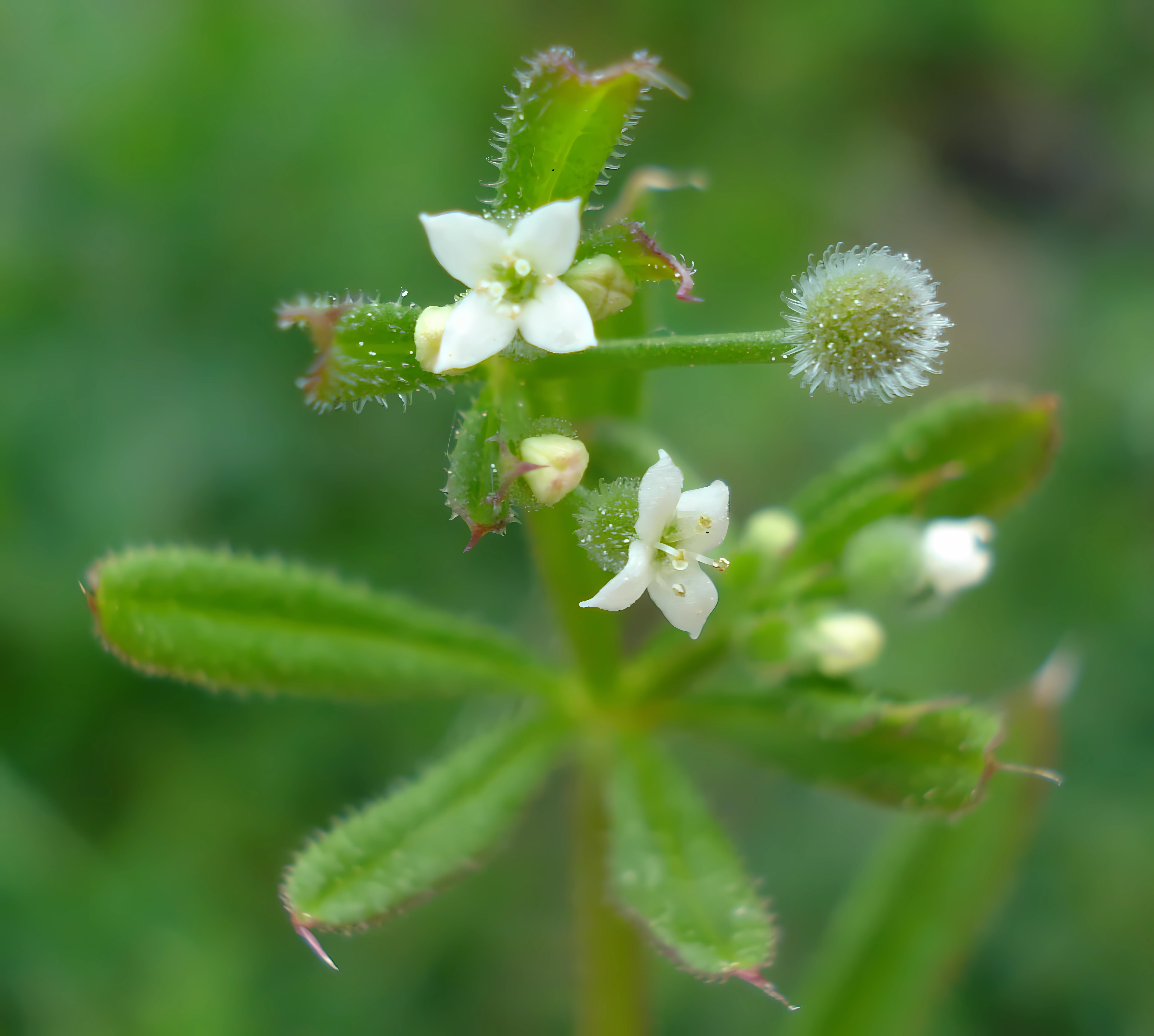
Galium aparine - Kleefkruid
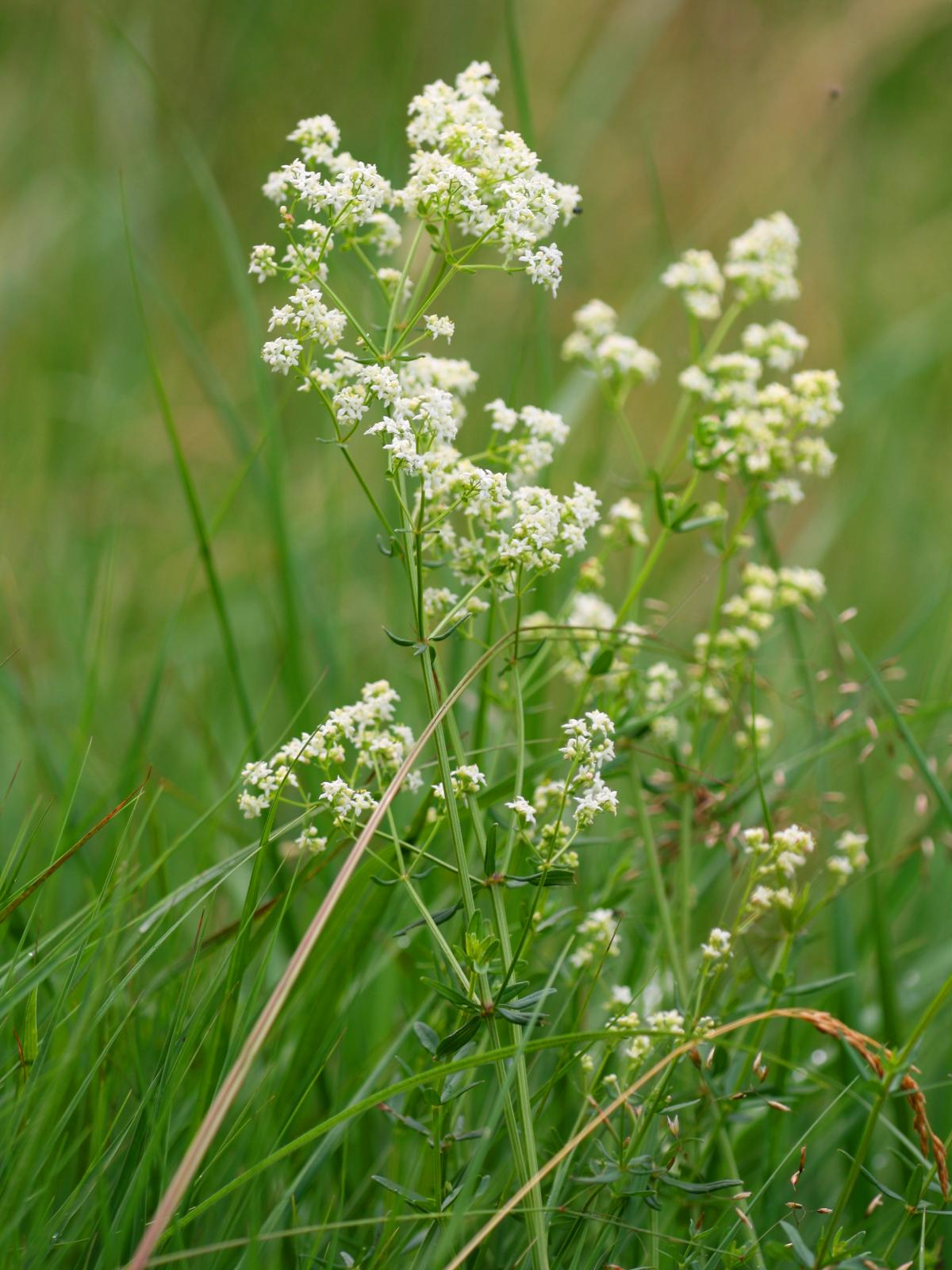
Galium boreale - Noords walstro
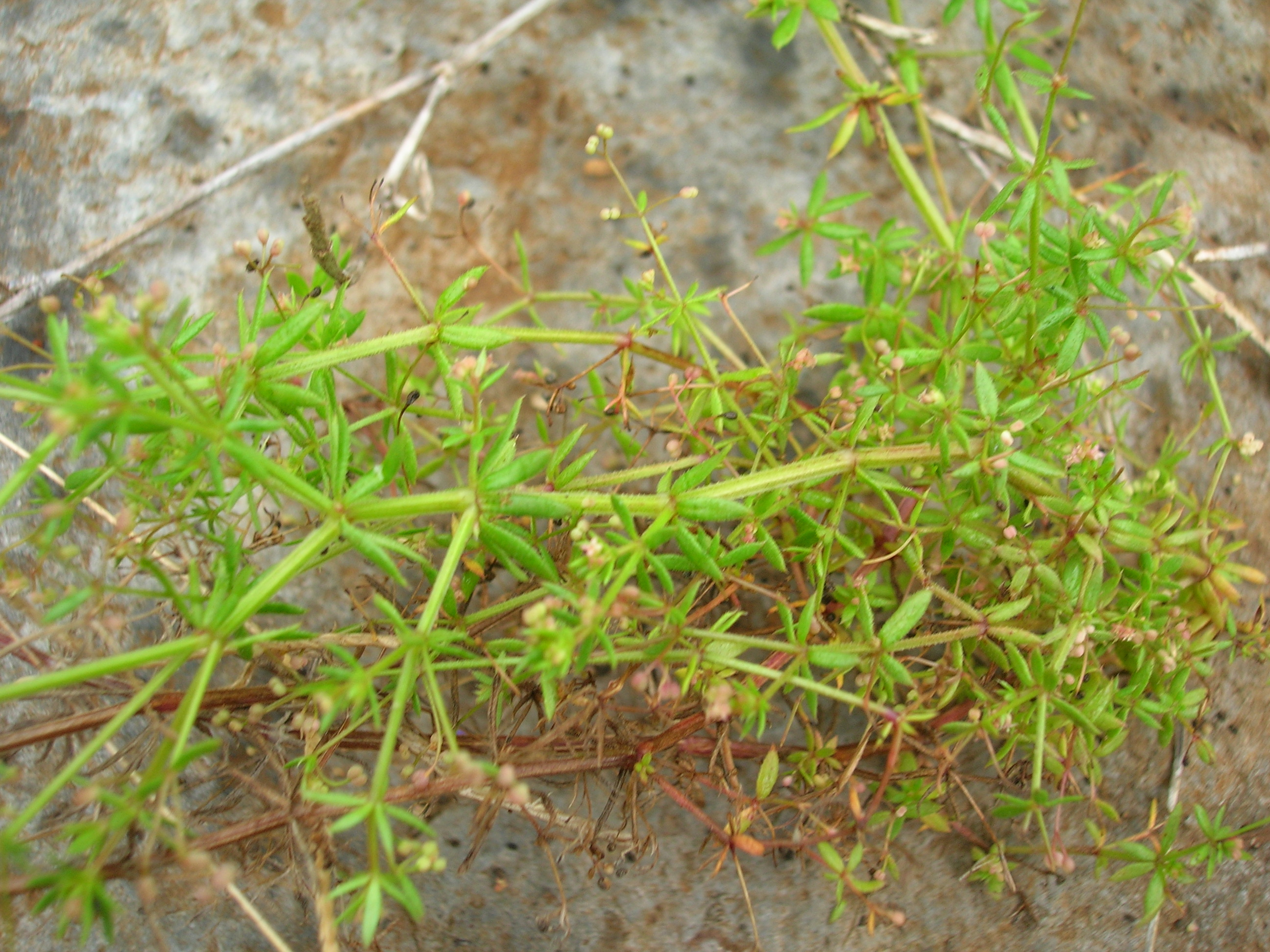
Galium divaricatum
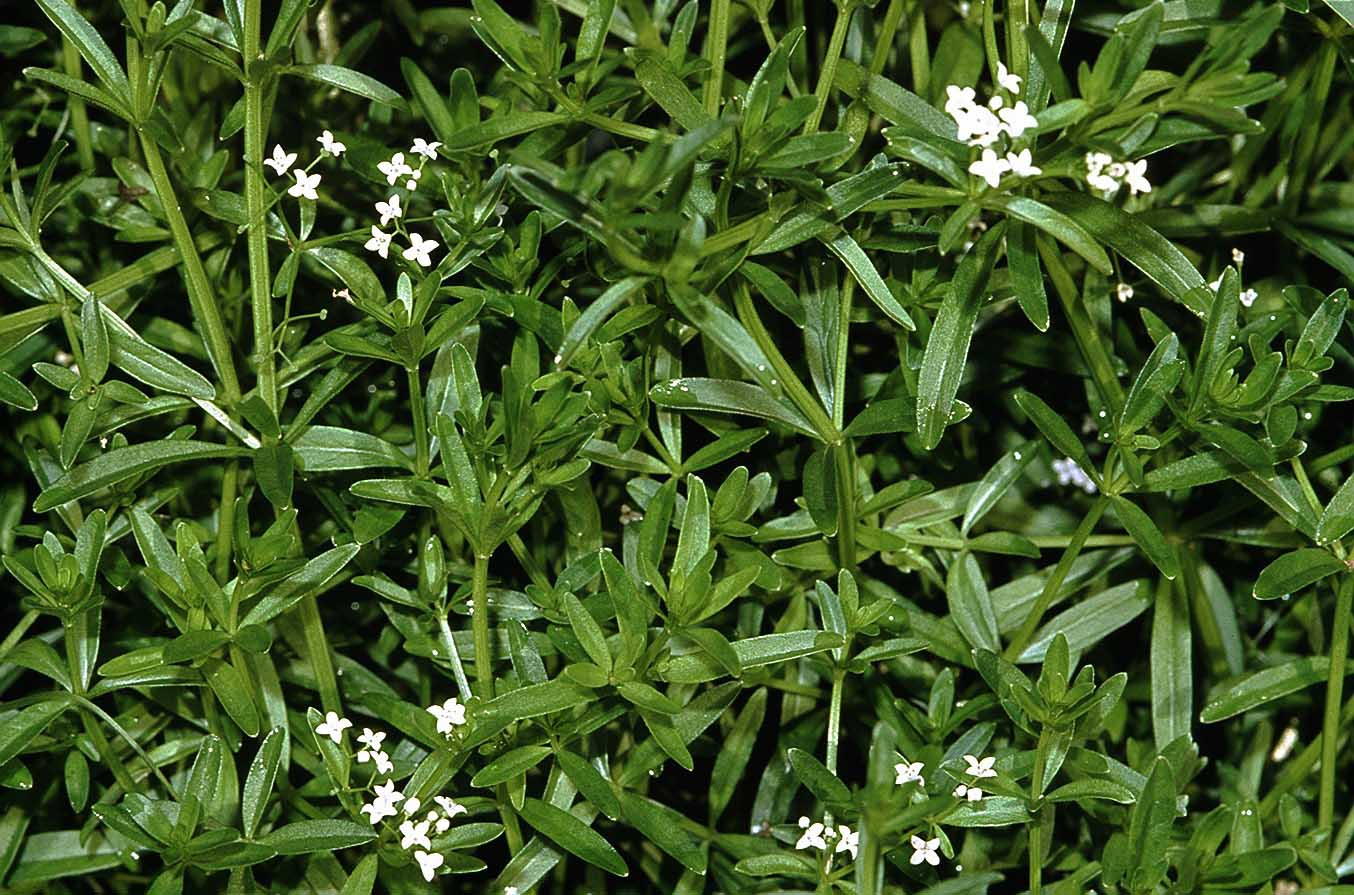
Galium elongatum
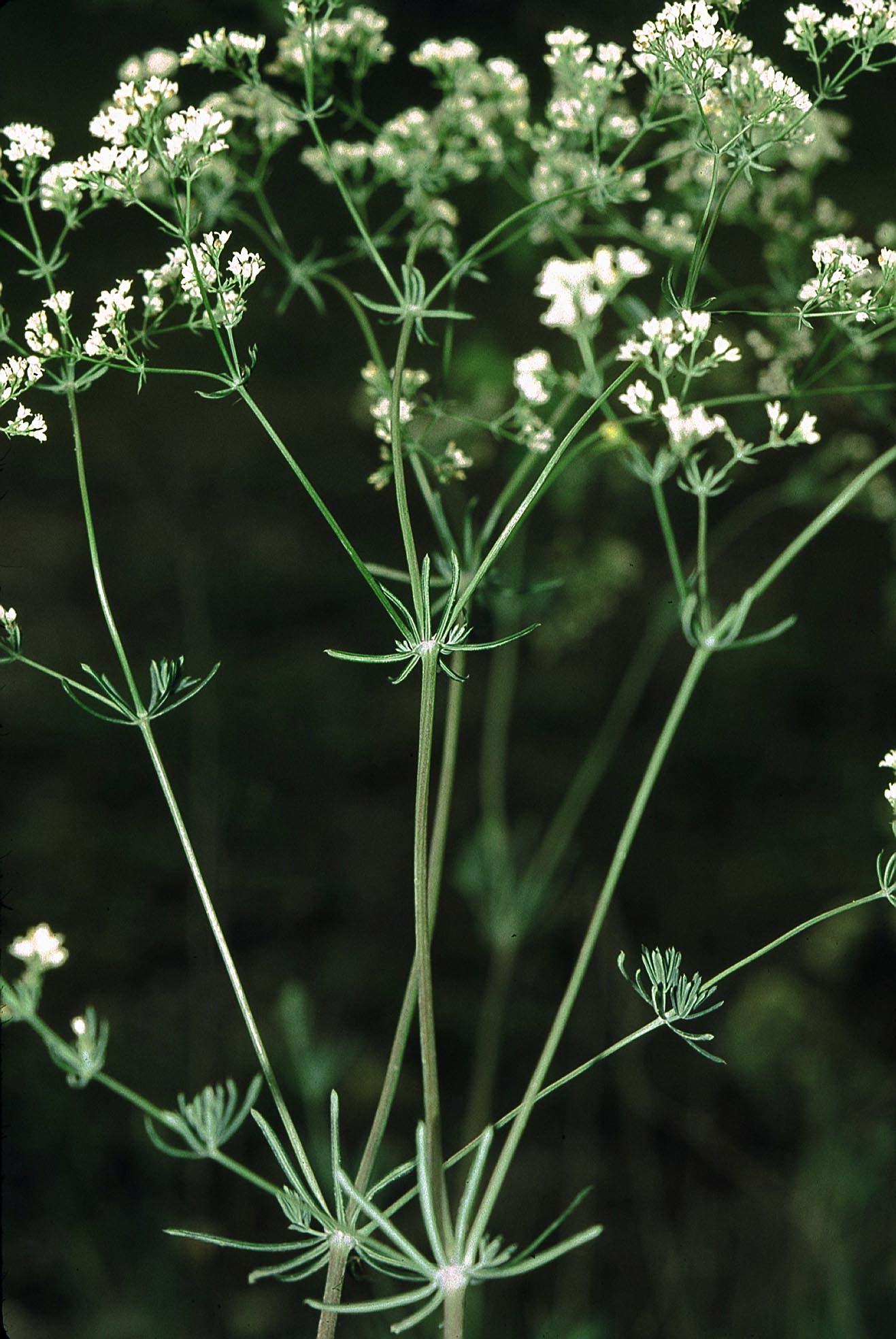
Galium glaucum - Zeegroen walstro
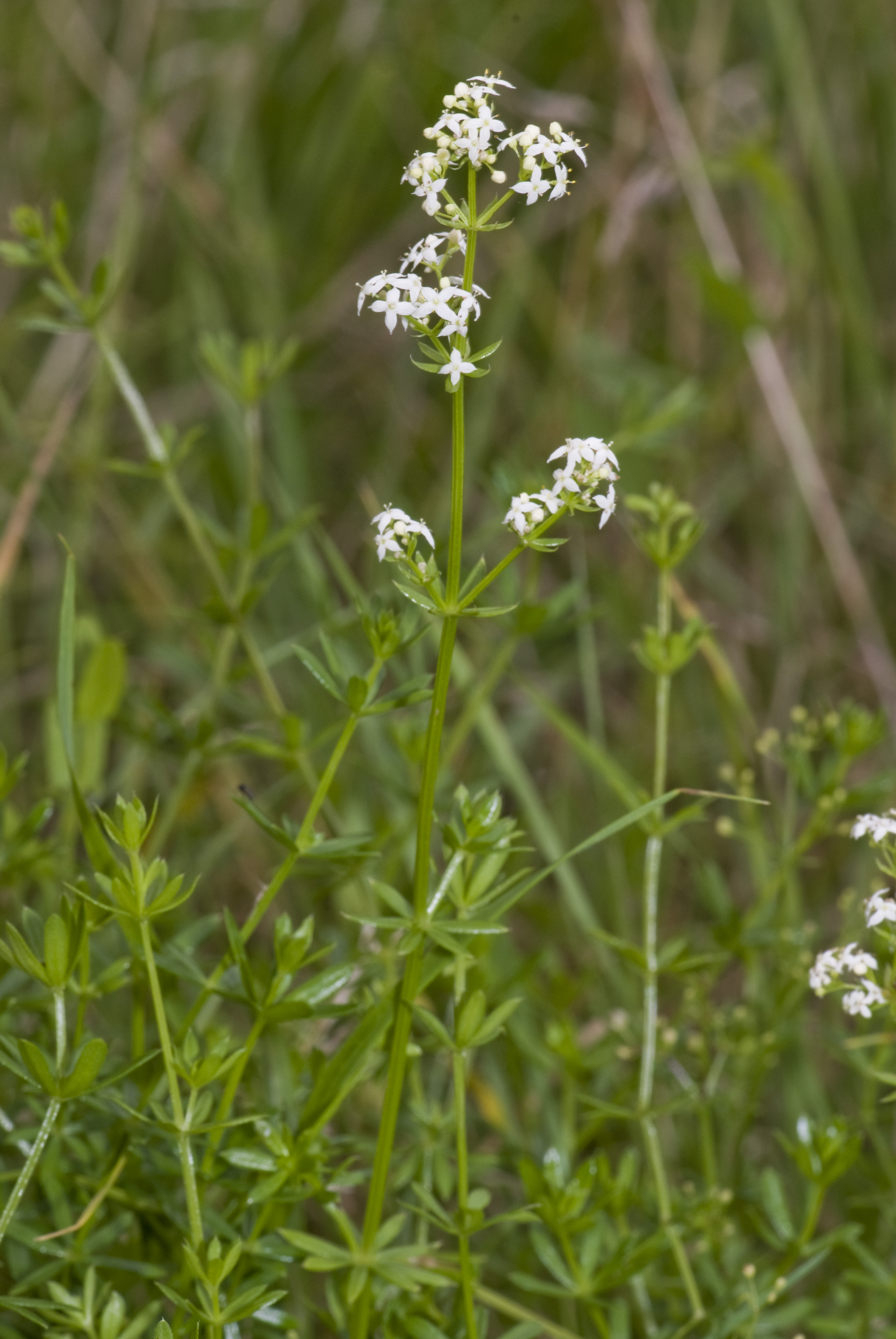
Galium mollugo - Glad walstro
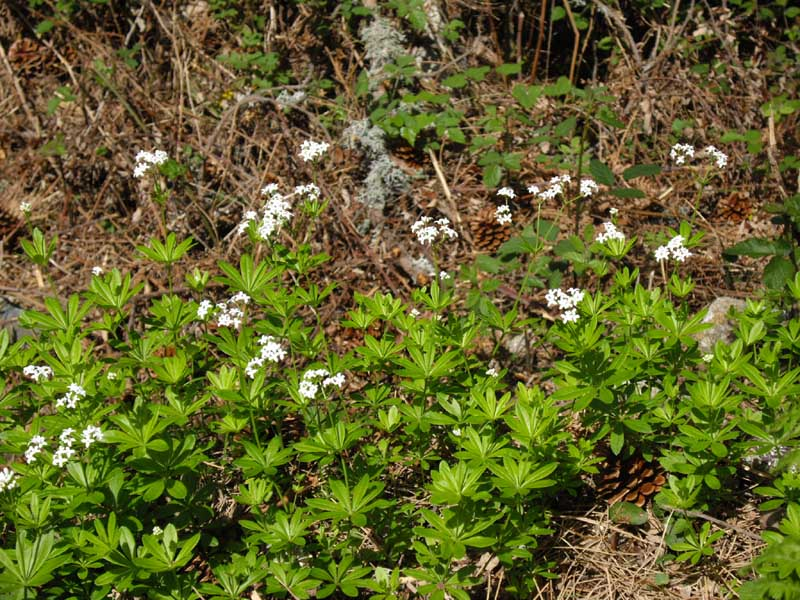
Galium odoratum - Lievevrouwebedstro
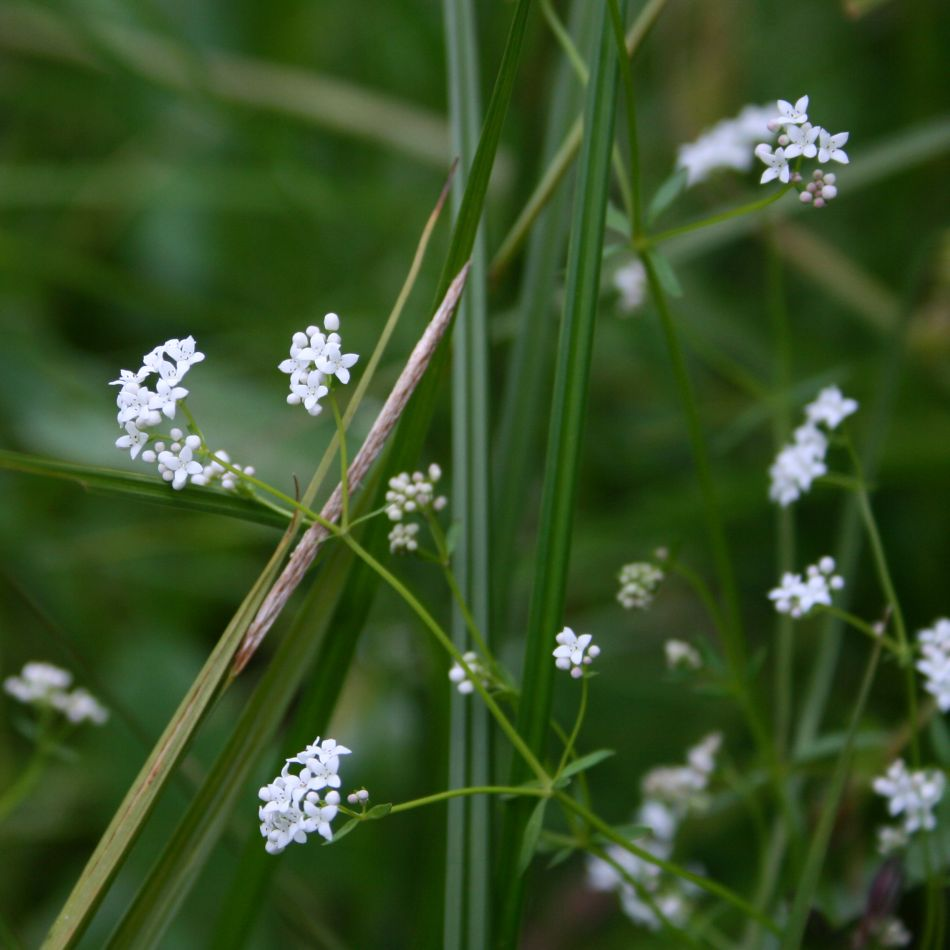
Galium palustre - Moeraswalstro
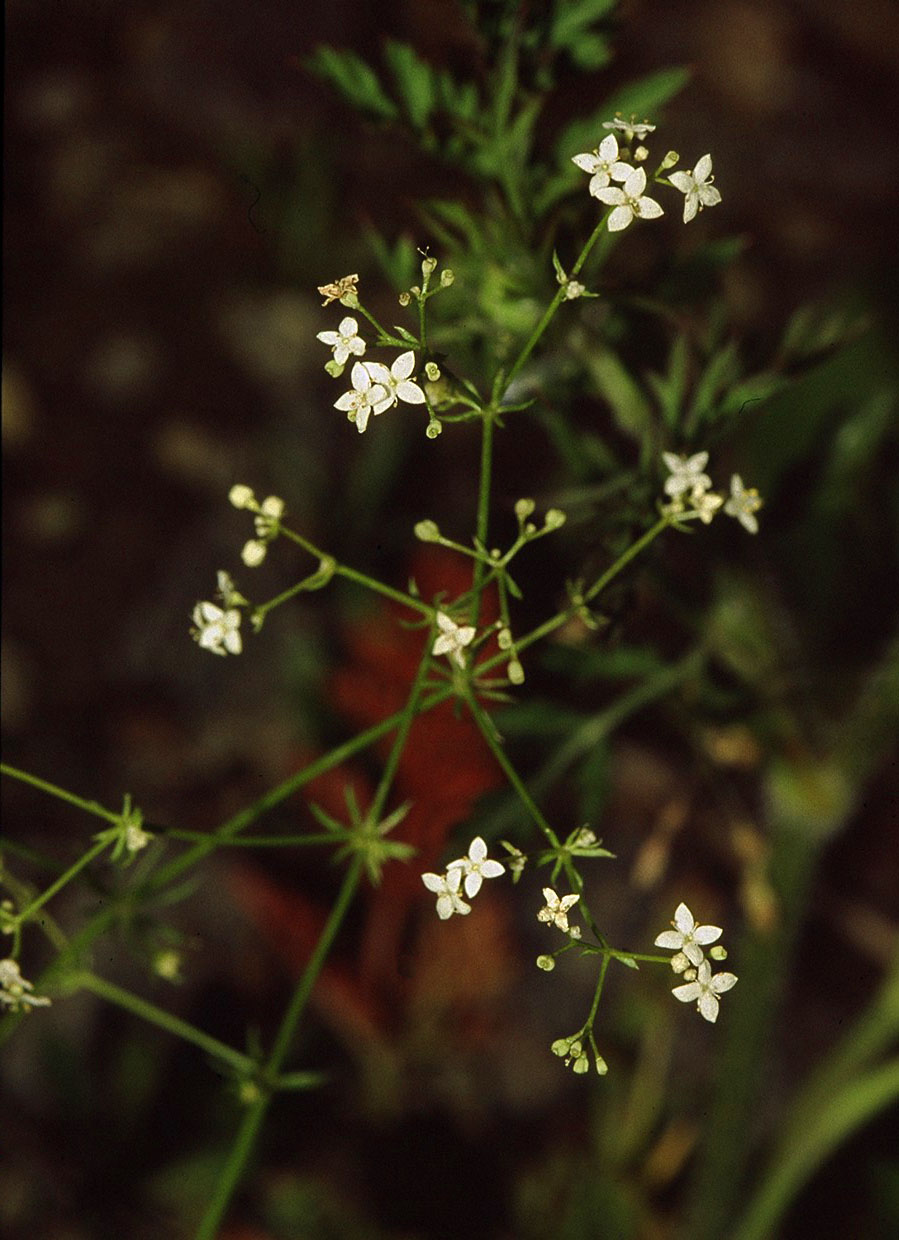
Galium pumilum - Kalkwalstro
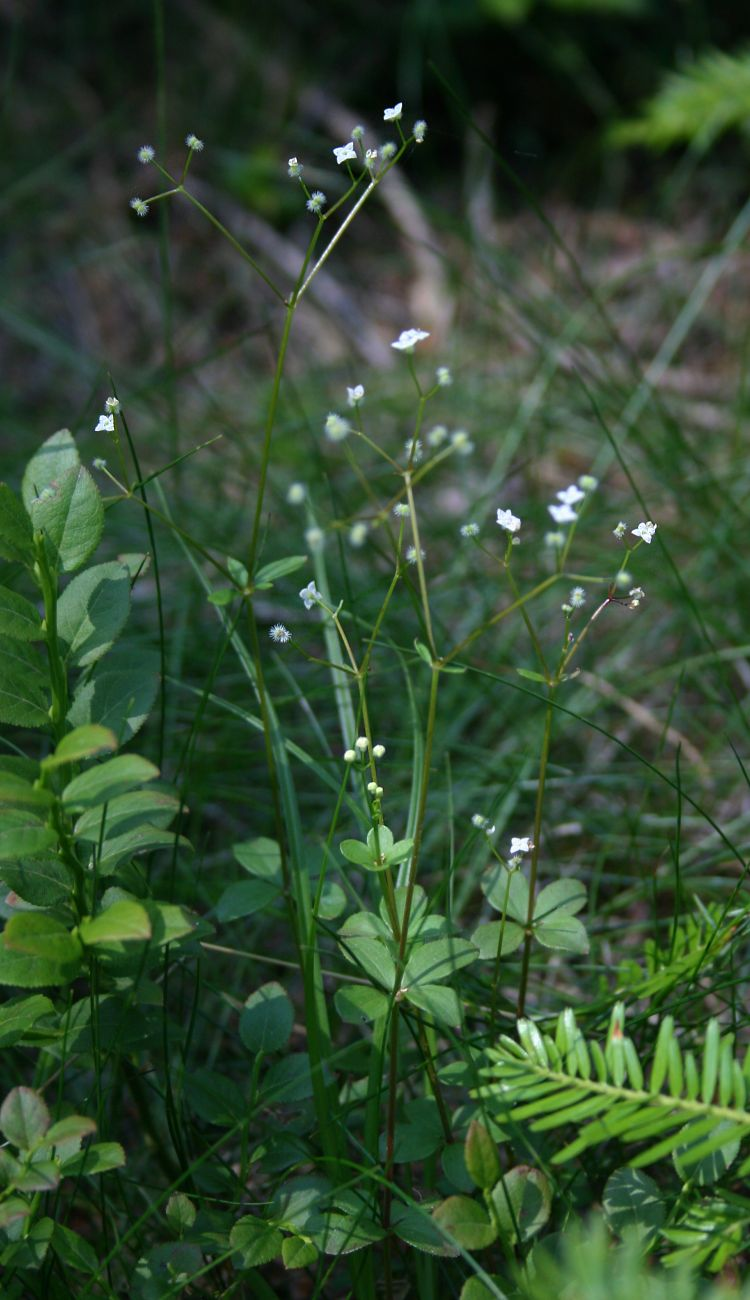
Galium rotundifolium
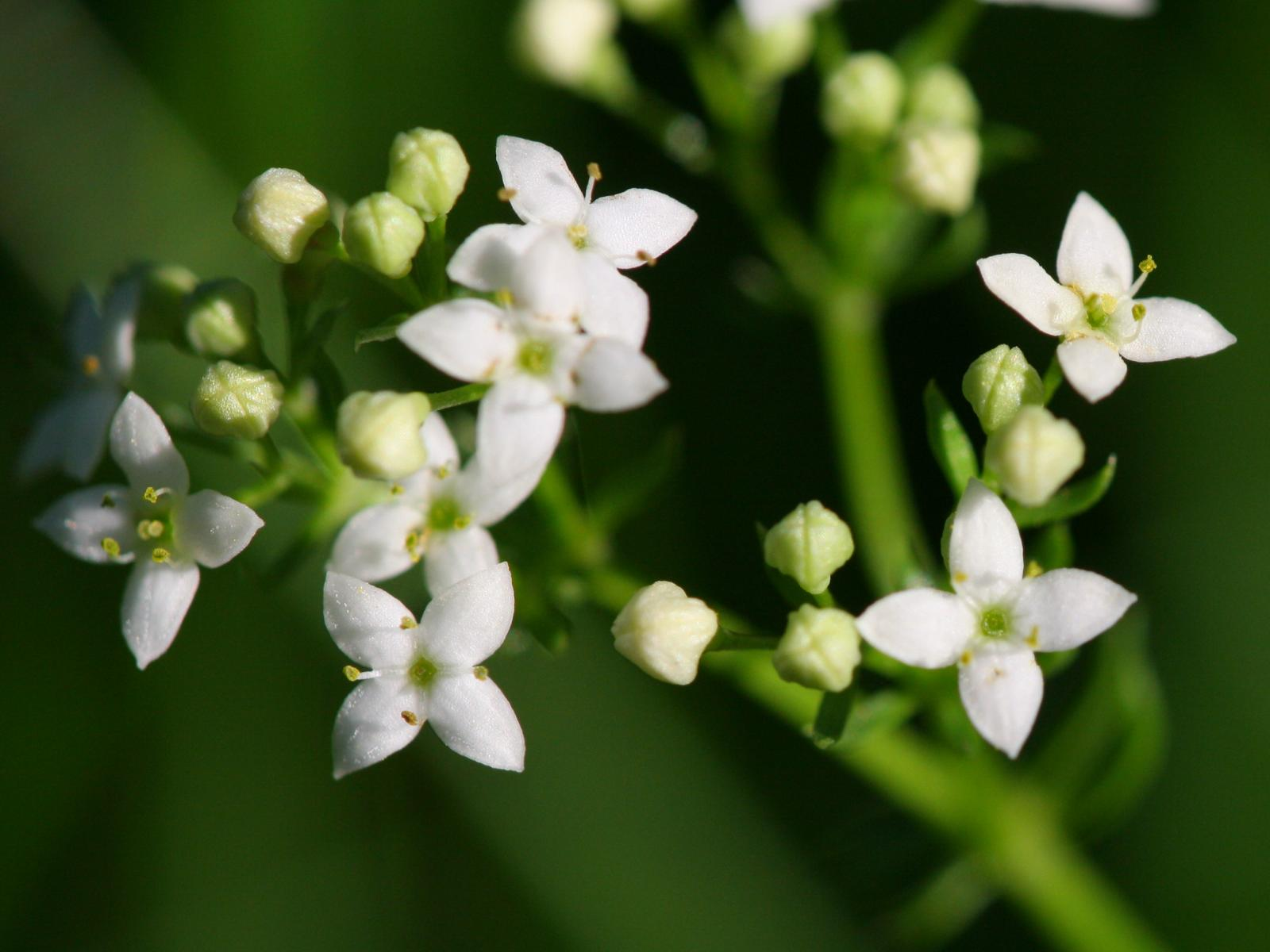
Galium saxatile - Liggend walstro
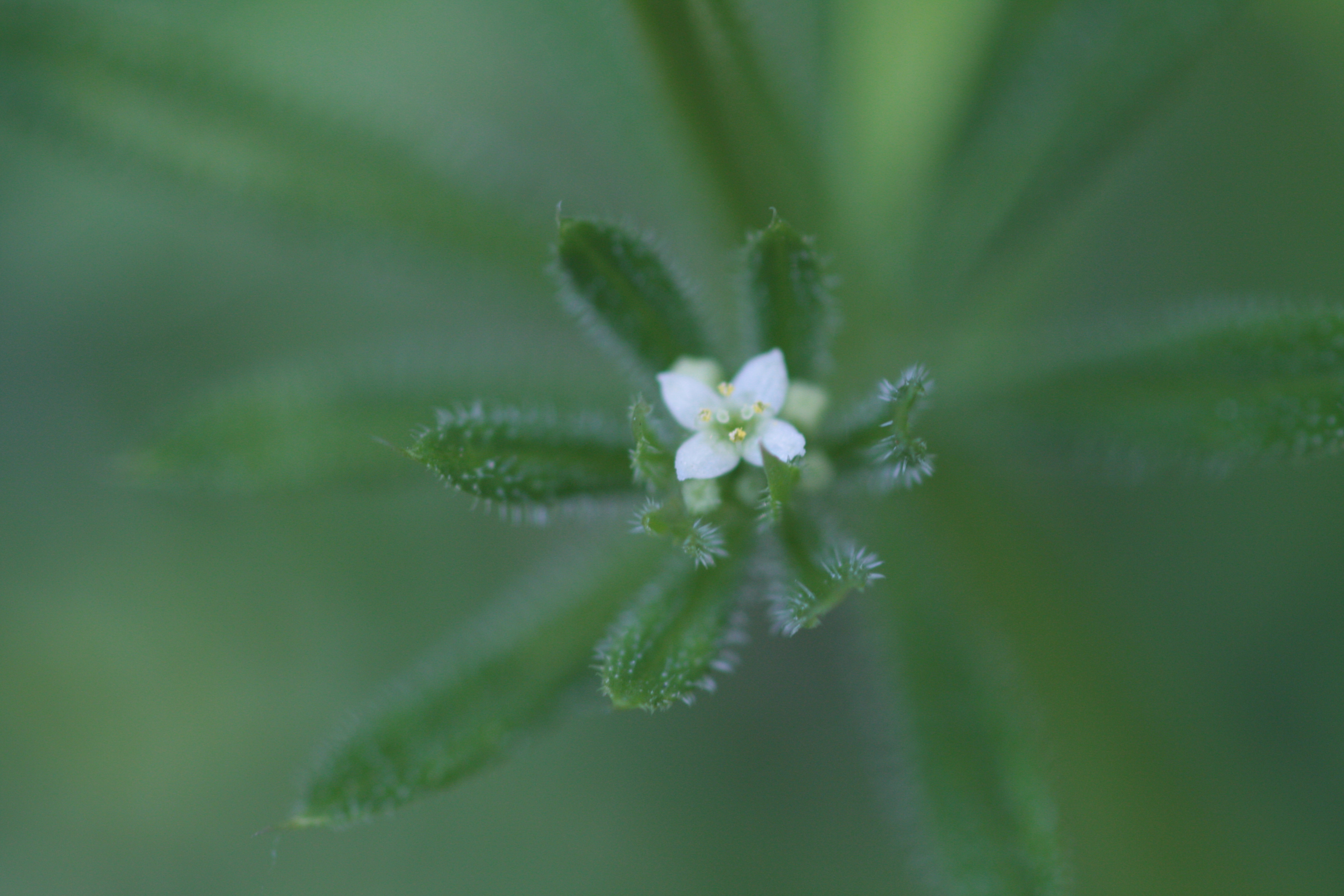
Galium spurium - Bastaardwalstro
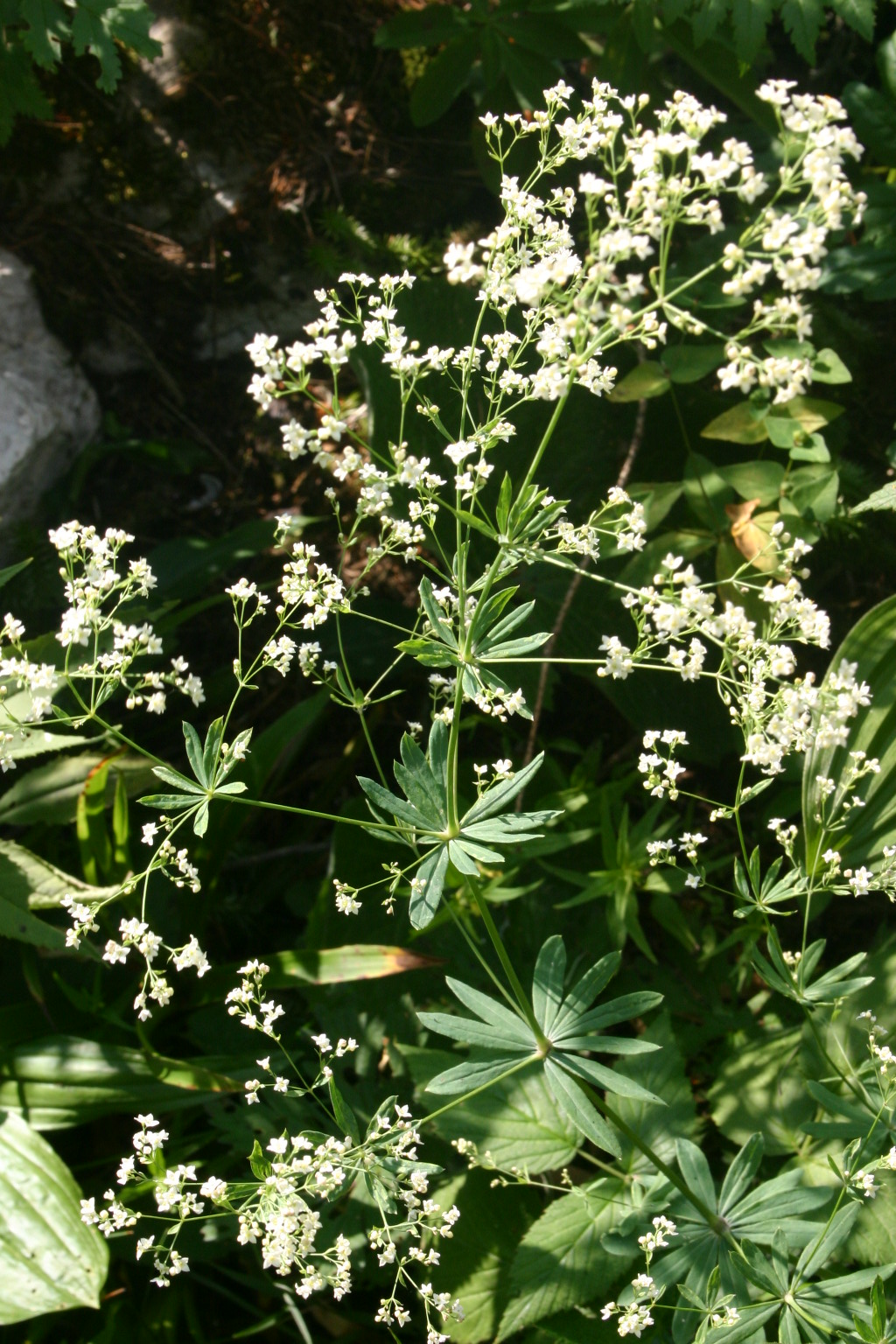
Galium sylvaticum - Boswalstro
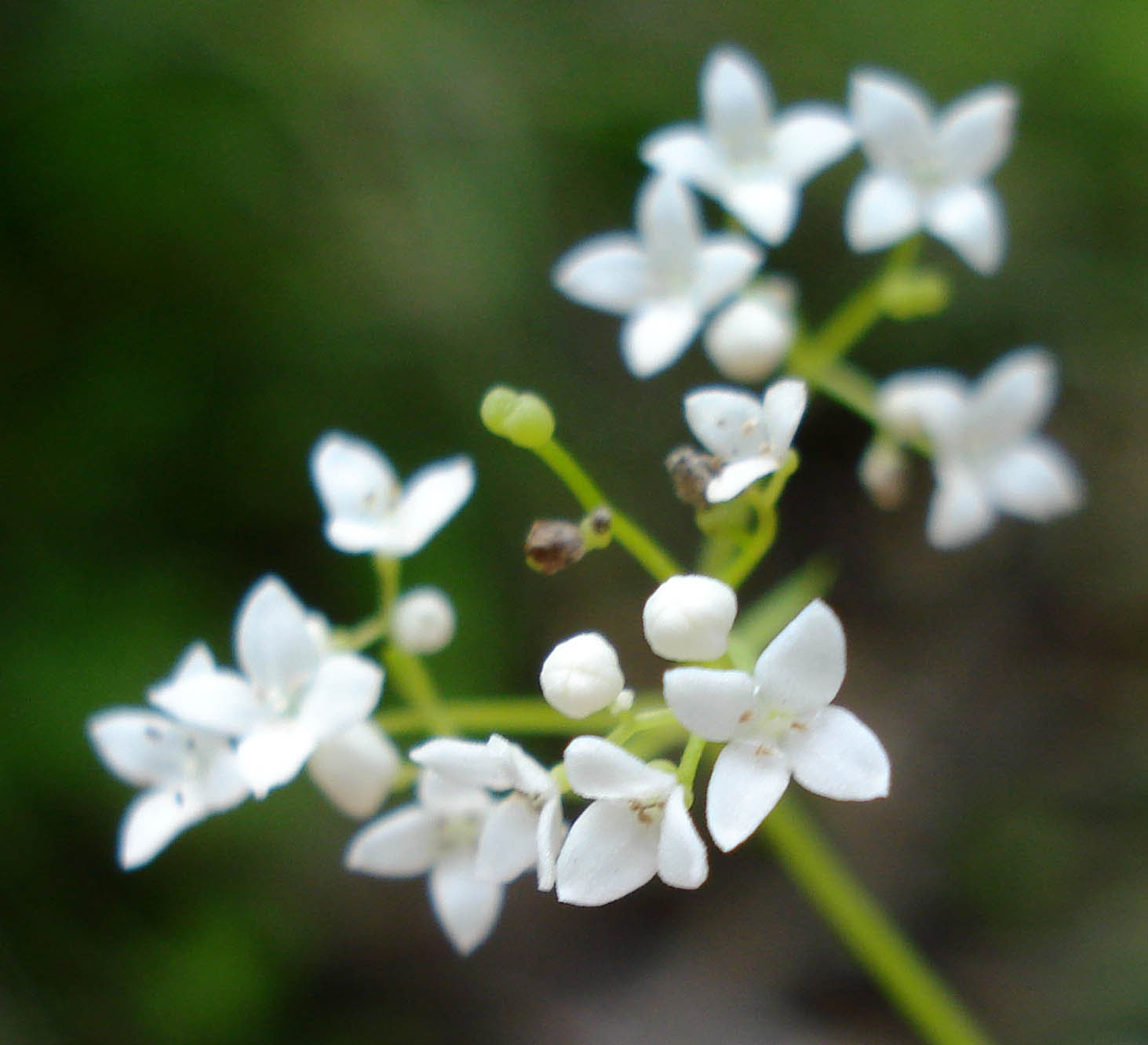
Galium uliginosum - Kleverig walstro
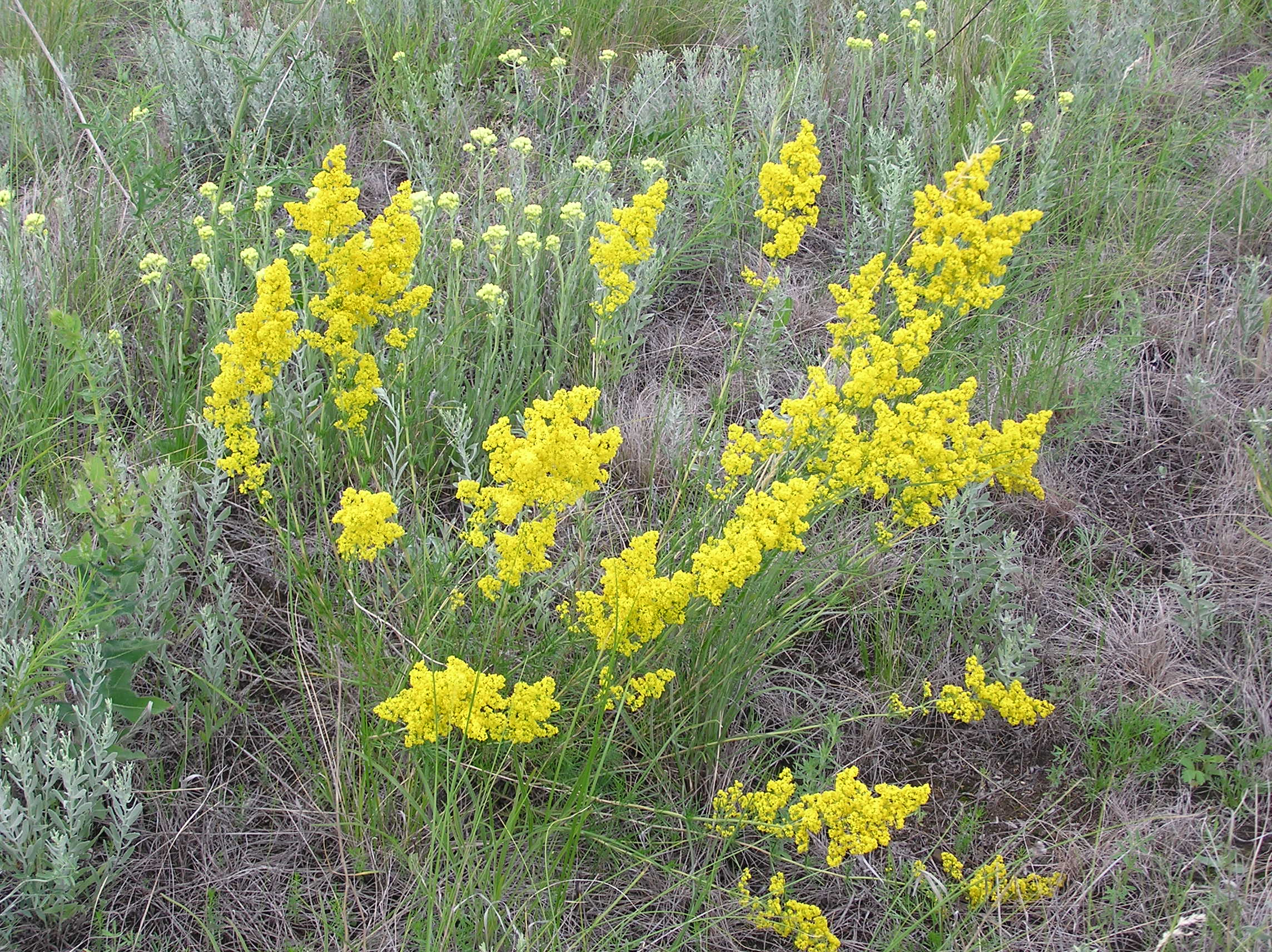
Galium verum - Geel walstro
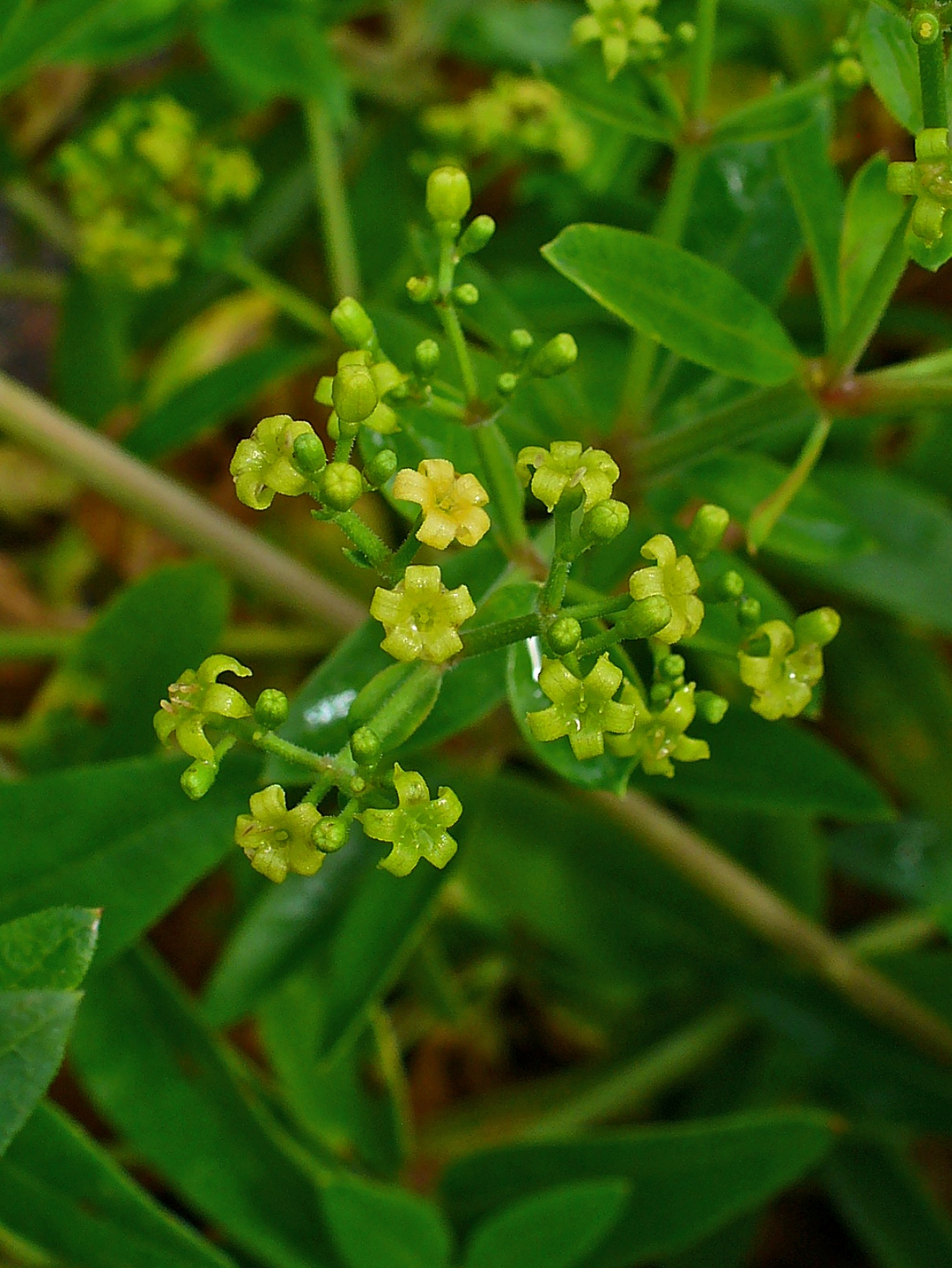
Rubia tinctorum - Meekrap
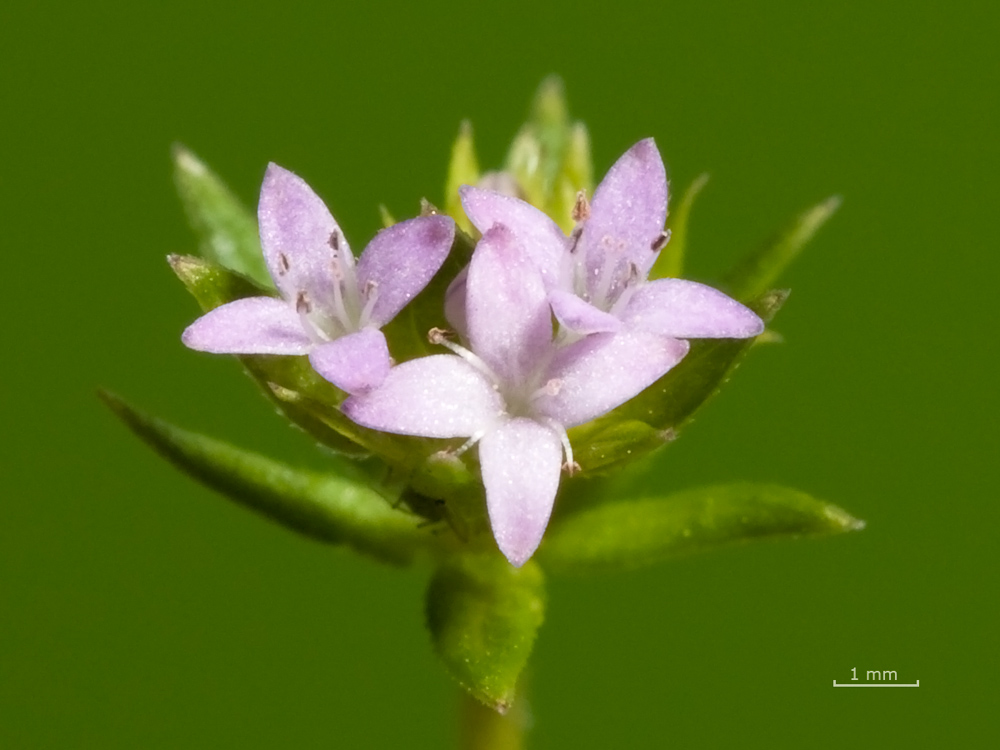
Sherardia arvensis - Blauw walstro